# 受け入れて
「受け入れて」（うけいれて）は、一青窈の11枚目のシングル。2008年1月30日リリース。

## 解説
「受け入れて acoustic ver.」が2007年12月19日から12月31日にかけて無料で着うた配信されたところ、100万ダウンロードを突破したことを受けて、急遽CD化された。ただし、CD化されたのはアコースティックバージョンではない。
「受け入れて」は一青が3人の友人から性同一性障害であることを初め様々な告白されたことを切っ掛けに書いた詞で、シングル表題曲としては初めて歌詞に英語を含む。2008年2月29日放送のフジテレビ系音楽番組『僕らの音楽』にて対談相手のIKKOに詞を高く評価された。また、同番組では「受け入れて」と「空中ブランコ」をそれぞれ作曲者である川江、秦との共演のもと披露している。
「空中ブランコ」は一青のラブコールで秦基博が作曲し、ベースにレミオロメンの前田啓介が参加している。なお、一青は前田のことを「キラキラしたベースを弾く人」と例えており、本人がパーソナリティを務めるJFN系列ラジオ番組『一青窈のもそもそラヂオ』では「キラキラした曲になった」と発言している。なお、秦は自身の2枚目のアルバム『ALRIGHT』の初回盤ボーナストラックにてセルフカバーしている。
「芽ぐむ」は「萌え」の語源を調べた時に見つけた言葉をタイトルに付けたもの。パン屋の研修生がたまたま以前の恋人と同じ名前であったことから着想された曲で、歌詞中にもそのことが示唆されている。
PVは「指切り」「てんとう虫」「つないで手」の各作品を手掛けた丹下紘希によるもの。タイトルそのものと楽曲の世界観から構想が練られ、ストーリー仕立ての内容になっている。

## 収録曲
（全作詞：一青窈）
1. 受け入れて
  - 作曲：川江美奈子／編曲：武部聡志
  - 虫プロダクション配給アニメ映画「パッテンライ!! 〜南の島の水ものがたり〜」主題歌
2. 空中ブランコ
  - 作曲：秦基博／編曲：皆川真人
3. 芽ぐむ
  - 作曲：マシコタツロウ／編曲：武部聡志